# Tallhed
Tallhed (orsamål Tölles, med långt e-ljud), även kallad Ytterhed (Ajteres) är en by i Orsa kommun och socken. Belägen vid bäcken Tjärvasslen.
Byn var ursprungligen fäbodvall, men 1906 anlades här en järnvägsstation vid Orsa–Härjeådalens Järnväg, och ett mindre stationssamhälle växte fram. 1919 fanns här 11 gårdar. Här låg tidigare en tjärugn. I anslutning till byn ligger det gamla krigsflygfältet Orsa-Tallhed flygfält.